# Enfärgad bekard
Enfärgad bekard (Pachyramphus homochrous) är en fågel i familjen tityror inom ordningen tättingar.

## Utbredning och systematik
Enfärgad bekard delas in i tre underarter:
- Pachyramphus homochrous canescens – förekommer längs Colombias norra kust mot Karibien och i nordvästra Venezuela
- Pachyramphus homochrous homochrous – förekommer från tropiska centrala Panama till nordvästra Peru (Tumbes och Piura)
- Pachyramphus homochrous quimarinus – förekommer i nordvästra Colombia (Sinúdalen)

## Status och hot
Arten har ett stort utbredningsområde, men tros minska i antal, dock inte tillräckligt kraftigt för att den ska betraktas som hotad. Internationella naturvårdsunionen IUCN listar arten som livskraftig (LC).